# Onari
Onari (en chuukés: Unanu) es un municipio de Estados Federados de Micronesia, en el estado de Chuuk.